# الطريق الأوروبي E29
الطريق الأوروبي E29 عبارة عن طريق في أوروبا، وهو جزء من شبكة الطرق الأوروبية الدولية للأمم المتحدة.